# Synthetic Metals
Synthetic Metals (abrégé en Synth. Met.) est une revue scientifique à comité de lecture. Ce mensuel publie des articles de recherches originales concernant les polymères conducteurs et les matériaux moléculaires électroniques.
D'après le Journal Citation Reports, le facteur d'impact de ce journal était de 1,901 en 2009. Actuellement, le directeur de publication est A. J. Epstein.